# Первая практика
Первая практика (итал. prima pratica, prima prattica) — стиль и техника вокальной полифонии преимущественно XVI века. Термин «первая практика» ввёл — как пандан ко «второй практике» — Джулио Чезаре Монтеверди в послесловии к сборнику брата «Scherzi musicali» (1607).

## Краткая характеристика
Термин «первая практика» (prima pratica) родился как пандан к (исторически значимому) термину «вторая практика» (seconda pratica) в первые годы XVII века в полемике между Клаудио Монтеверди и его братом с одной стороны и Дж. М. Артузи с другой — о новом стиле вокальной композиции и, в особенности, о различиях между первой и второй в трактовке диссонанса и хроматизма.
Теоретические основы первой практики, считает Дж. Ч. Монтеверди, установил Джозеффо Царлино, который превыше всего ставил мастерство контрапункта (Монтеверди называет последний «гармонией»). Однако Царлино лишь обобщил свойства вокальной полифонии, процветавшей задолго до него. В число видных представителей «первой практики» Монтеверди включил Иоанна Окегема, Жоскена Депре, Пьера де ла Рю, Жана Мутона, Томаса Крекийона, Климента-не-Папу и Николя Гомберта — все эти ренессансные полифонисты принадлежали к так называемой франко-фламандской школе. Высшим представителем первой практики он считал Адриана Вилларта (фламандца, работавшего и процветавшего в Италии).
Смысл («драму») текста в первой практике нивелировали разные «технические» приёмы, призванные продемонстрировать профессиональные достоинства композитора. В понятие профессионализма включались, в том числе, строгий контроль гармонии (не допускалось употребление резких диссонансов и хроматизмов), голосоведения (например, запрет переченья) и ритма (ограниченное употребление синкопы). Во второй практике, напротив, все эти «грубости» (durezze) допускались, если того требовал текст.
Хотя Джулио Чезаре Монтеверди настаивал на том, что его брат — величайший адепт второй практики, в действительности многие духовные произведения Клаудио вполне укладываются в стилистические рамки первой практики.